# Monte Isola
 Denne artikel omhandler byen Monte Isola. Der er også andre byer med dette navn, se Monte Isola (by).
Monte Isola, der også nogle gange benævnes Montisola, er en ø i søen Lago d'Iseo i Lombardiet i Italien. Øen har et areal på ca. 4,5 km² og er dermed den største ø i Sydeuropa, der er beliggende i en sø. Monte Isola er en selvstændig kommune med 1.768 indbyggere.
Øens højeste punkt er 600 m.o.h.. Der er færgeforbindelse til øen fra Iseo og Sulzano på Lago d'Iseo's østlige bred. Det er ikke muligt at få biler med til øen, og øens beboere kan også kun i særlige tilfælde få lov til at have bil på øen; men det er muligt at komme rundt på øen med en minibus.
Der er flere mindre byer på øen; hovedbyen, hvor kommunens rådhus er beliggende, hedder Siviano. Ved kysten på øens sydlige ende ligger de to små byer, Sensòle og Peschiera Maraglio, hvor der er overnatningsmuligheder. På øens nordøstlige hjørne ligger den lille by, Carzano, en meget velholdt gammel landsby. Carzano er kendt for sin fest hvert femte år, Festa Santa Croce, hvor byen bliver udsmykket med over 100.000 papirblomster. Denne tradition går tilbage til middelalderen og blev efter sigende stiftet af moren til en dreng, der blev helbredt for pest. Som tak til Gud lod hun fremstille et blomsterhav.
Monte Isola rejser sig stejlt op fra søen til toppen i 600 meters højde, hvor der ligger et kapel, Madonna della Ceriola, fra ca. 1500, hvortil mange valfarter for at takke madonnaen, hvis man er sluppet godt fra et ulykkestilfælde. Fra kapellet er der en imponerende udsigt over søen og de høje bjerge mod nord. På øens vestbred er fundet rester af en romersk villa. Ovenfor Sensòle befinder sig en borg, Rocca Martinengo, fra det 14. århundrede. Tidligere var øen kendt i Italien som en stor producent af fiskenet; men denne industri er nu ophørt. I dag arbejder størsteparten af befolkningen i byerne på fastlandet; men der foregår stadig fiskeri fra øen, og mange steder ser man fiskene blive tørret i solen.